# مربعانية الشتاء

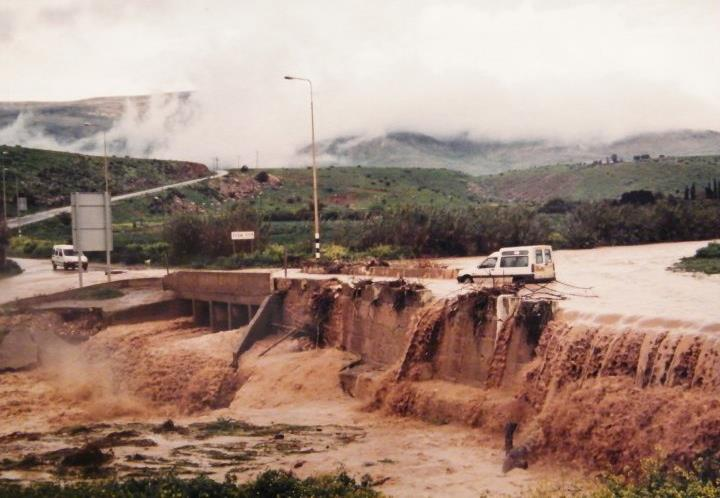
فيضانات في وادي الأردن في شتاء 1991 - 1992 في فلسطين

مربعانية الشتاء هي فترة يشتد فيها البرد وتستمر أربعين يومًا، ومن هنا أتى الاسم. وتحديدًا هي الفترة الممتدة من 22 ديسمبر إلى 31 يناير، وتسمى في بعض المناطق الأربعينية، تمتاز هذه الفترة بالبرد القارس وقد تسقط الثلوج فيها وتقل الحركة في أيام المربعانية وخاصة في الليل.

## من الأمثال التي قيلت في المربعانية
- يا رب نجنا من نزلة المربعانية. كناية عن دعاء للوقاية من الأمراض والنزلات في فترة المربعانية.
- المربعانية، يا بتربِّع يا بتقبِّع
- المربعانية، يا شمس تحرق يا مطر تغرق
- المربعانية، يا بتشَرّق يا بتغرّق[1]

## فترة السعود
تتبع المربعانية مباشرة فترة السعود (المفرد: سعد) لخمسين يومًا تبدأ مع بداية شهر شباط، وهي مكونة من أربعة سعود مدة كل واحد منها اثنا عشر يومًا ونصف هي:
- سعد الذابح أو الذبح: وسمي بسعد الذابح كناية عن شدة البرد خلاله.
- سعد بلع: وسمي بسعد بلع لأن الأرض تبلع الماء خلاله، أو لسهولة شرب الماء (برودته تقل وتبدأ حرارته بالارتفاع).
- سعد السعود: هذا ويكون دخول هذه المرحلة بمثابة دخول فصل الربيع حيث ان الاوراق فيه تنضج وتتفتح الازهار وإلى ما هنالك من علامات بزوغ الربيع.
- سعد الخبايا: وسمي بسعد الخبايا لأن الزواحف المختبئة خلال فترة البيات الشتوي تبدأ بالظهور.

## الأمثال التي قيلت حول فترة السعود

### سعد دبح
لا بابا (أي بابها) انفتح، ولا كلبا (أي كلبها) نبح.

### سعد بلع
- سعد بلع طاب الماء وانبلع.
- السما بتشتي والأرض بتبلع.

### سعد السعود
- إذا طلع سعد السعود لانت الجلود وذاب كل جمود واخضر كل عود وانتشر كل مصرود وكُره في الشمس القعود
- في سعد السعود يدب الماء في العود ويدفأ كل مبرود
- سعد السعود سلاّخ الجلود . كناية عن شدة البرودة في هذا السعد
- بسعد السعود بتدب الموية بالعود

### سعد الخبايا
- سعد الخبايا : تبدأ الحيوانات التي كانت تقضي فترة السبات الشتوي بالظهور، مثل: الأفاعي والعقارب والحشرات المختلفة وغيرها من الحيوانات، كما تبدأ النباتات والأعشاب بالظهور لتعلن قدوم الربيع.
- بسعد الخبايا بتتفتل الصبايا.